# Dicky Dolma
Dicky Dolma (née le 5 avril 1974) est une femme indienne connue pour être la femme la plus jeune à avoir gravi l'Everest à l'époque, à l'âge de 19 ans le 10 mai 1993,. Ce record est établi pendant l'expédition indo-népalaise de femmes sur l'Everest. Cette expédition est menée par Bachendri Pal, qui était la première femme indienne à gravir l'Everest, en 1984. Dicky Dolma est une skieuse qui a participé à de nombreuses compétitions de ski alphin, incluant l'All-India Open Auli Ski Festival de 1989 et les Jeux d'hiver asiatiques en 1999. Elle suit des cours de ski et d'alpinisme à l'Institut Manali.
Dans la même expédition que Dicky Dolma, Santosh Yadav devient la première femme à gravir deux fois l'Everest. Dolma vient du village de Palchan, en Inde, près de Manali.
Les plus jeunes femmes à gravir l'Everest avant elle étaient :
- Junko Tabei, née le 22 septembre 1939, gravi le 16 mai 1975, âge 35 ans et 236 jours ;
- Bachendri Pal, née le 25 avril 1954, gravi le 23 mai 1984, âge 30 ans et 28 jours ;
- Sharon Wood, née le 18 mai 1957, gravi le 20 mai 1986, âge 29 ans et 2 jours ;
- Lydia Bradey, née le 9 octobre 1961, gravi le 14 octobre 1988, âge 27 ans et 5 jours ;
- Santosh Yadav, née le 10 octobre 1967, gravi le 12 mai 1992, âge 24 ans et 215 jours ;
- Kim Soon-Jo, née le 10 août 1970, gravi le 10 mai 1993, âge 22 ans et 273 jours.